# Oremo (torrente)
L'Oremo è un torrente del Piemonte che scorre in provincia di Biella, tributario dell'Elvo.

## Corso del torrente

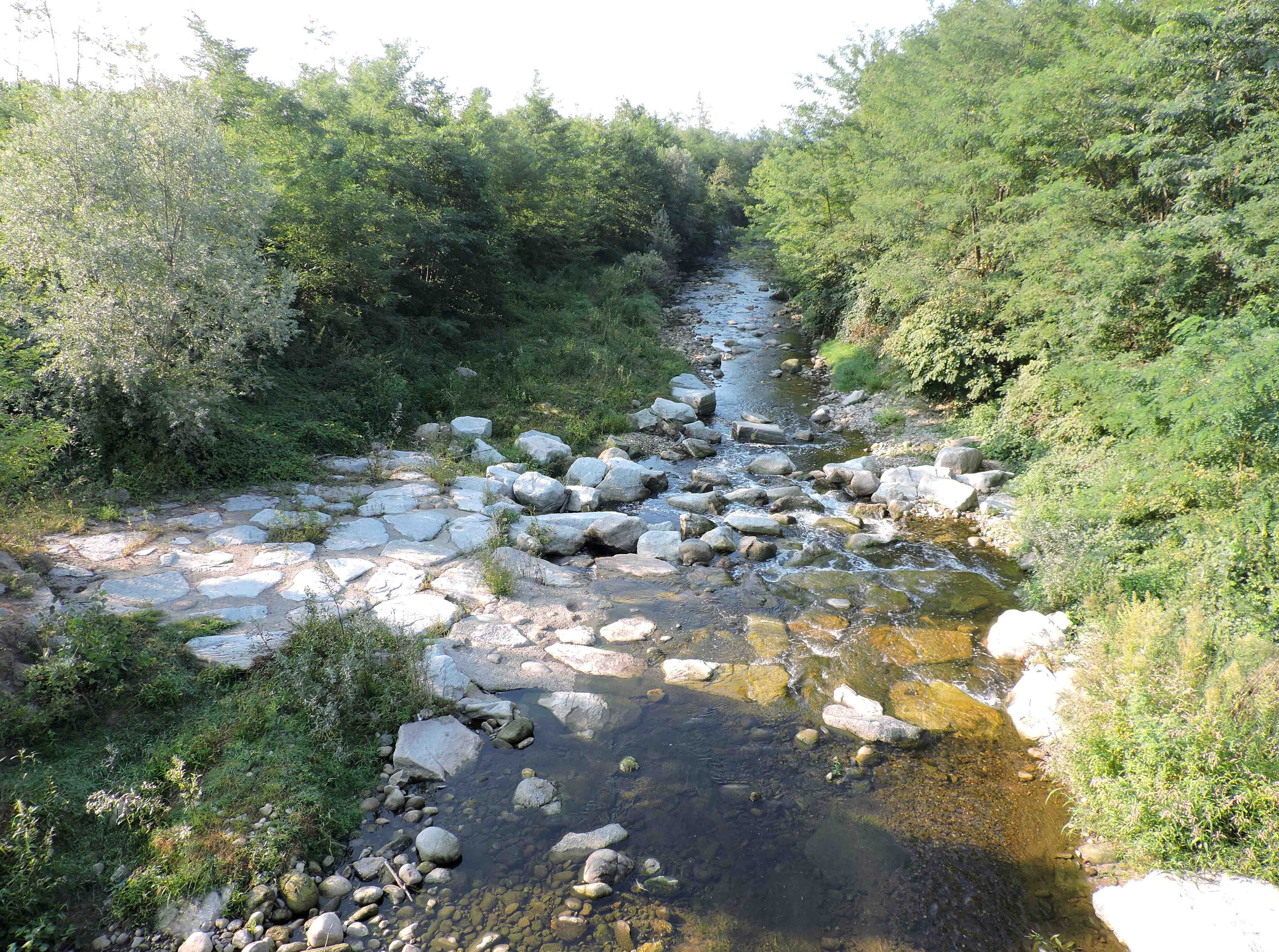
Il torrente a Borriana

Nasce a circa 1.200 m s.l.m. in comune di Pollone sul Monte Muanda, un contrafforte meridionale del Monte Mucrone.

Passato tra il capoluogo di Pollone e la Burcina segna per un breve tratto il confine tra i comuni di Biella e di Occhieppo Superiore. Giunto nel territorio di Occhieppo Inferiore attraversa una zona densamente antropizzata dove riceve da destra le acque del Torrente Romioglio ed esce nella pianura biellese.

In comune di Ponderano riceve da sinistra la confluenza del Torrente Bolume ed infine, entrato in comune di Borriana, va a confluire nell'Elvo a quota 288.

## Regime
L'Oremo ha un regime idrico che, nonostante la portata in genere limitata, può essere soggetto a piene anche notevoli causate dalle abbondanti precipitazioni tipiche della zona.
 Tra i danni segnalati c'è per esempio stata l'esondazione del 2002 che bloccò la strada tra Biella e Ivrea.

## Affluenti principali

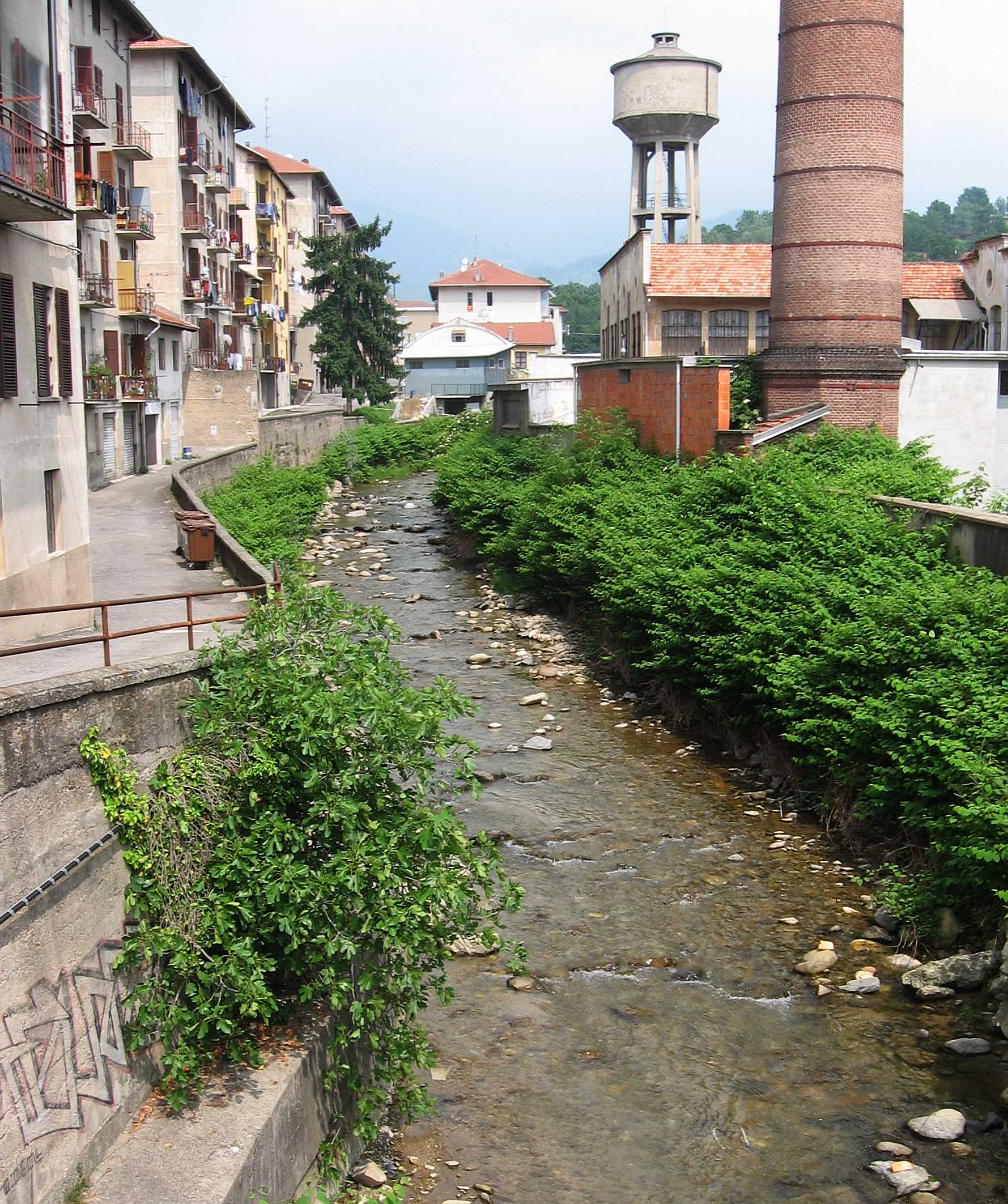
L'alveo dell'Oremo tra Biella e Occhieppo Inferiore, pesantemente infestato da Reynoutria japonica

- Torrente Romioglio: nasce a circa 1000 m di quota poco a nord di Pollone e sbocca sulla destra dell'Oremo a Occhieppo Inferiore.
- Torrente Bolume: nasce attorno a quota 750 nei pressi del Favaro e confluisce in sinistra idrografica nell'Oremo a sud-ovest di Ponderano.